# Stéphanie Mugneret-Béghé
Stéphanie Mugneret-Béghé född 22 mars 1974 i Dijon, Frankrike, är en fransk före detta fotbollsspelare, sedermera tränare. Hon ingick i Frankrikes trupp i VM i USA år 2003.